# Grasfilzing
Grasfilzing ist ein Ortsteil der Gemeinde Arnschwang im Oberpfälzer Landkreis Cham in Bayern.

## Geografie
Grasfilzing liegt am Aspenbach auf dem Südostufer des Chamb, 2 Kilometer südöstlich der Bundesstraße 20 und 1 Kilometer südlich von Arnschwang. Südwestlich von Grasfilzing erheben sich der 442 Meter hohe Haubenbühl und der 496 Meter hohe Birkenberg; nordwestlich liegt ein ausgedehntes quellenreiches Waldgebiet mit mehreren um die 550 Meter hohen Bergen. Grasfilzing besteht aus einer Hauptansiedlung und vier kleineren Weilern und Einöden, die verstreut 500 bis 1500 Meter östlich der Hauptansiedlung liegen.

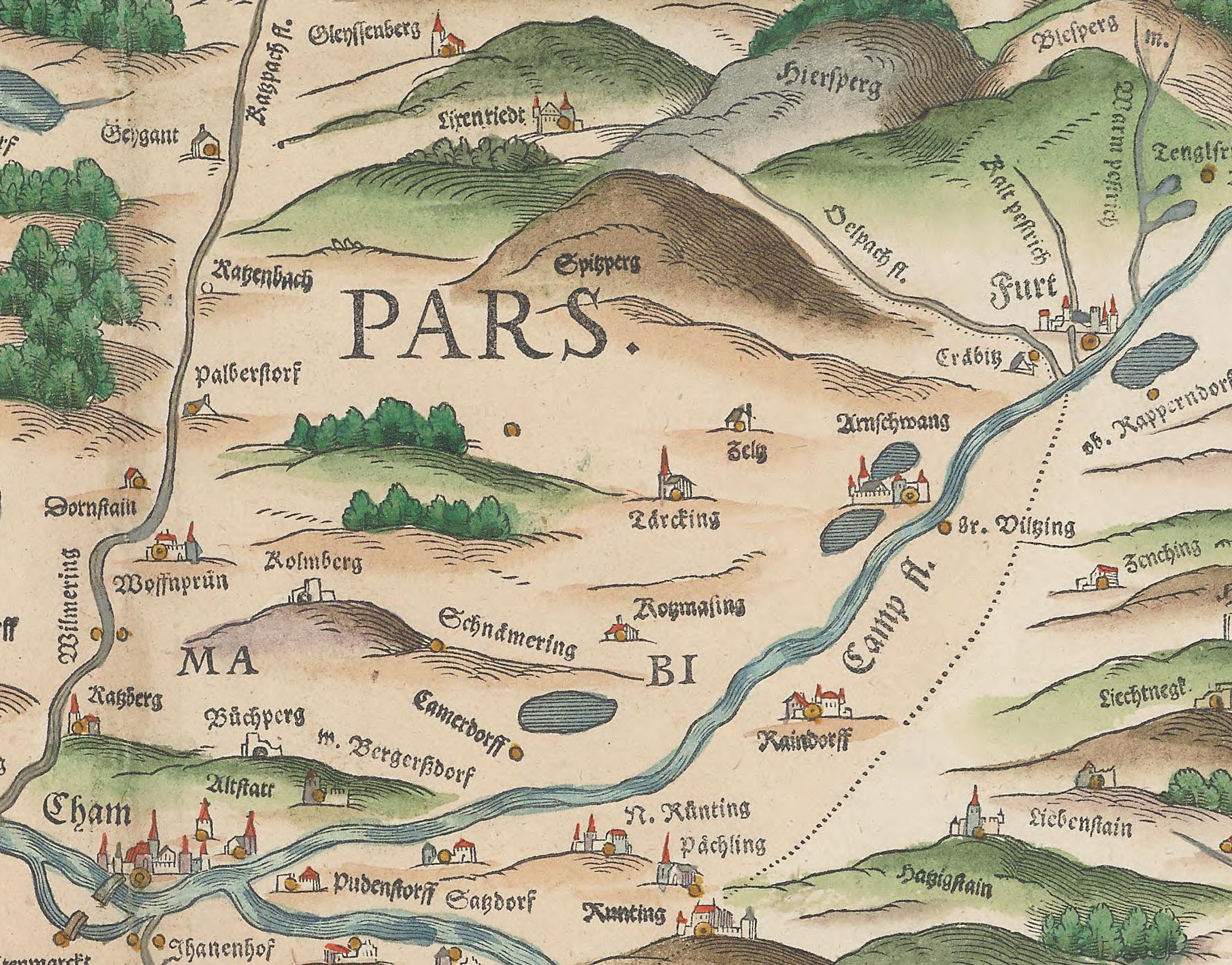
Grasfilzing auf der Apian-Karte von 1568

## Geschichte
Grasfilzing wurde in Schenkungsurkunden Heinrichs III. aus dem Jahr 1056 erwähnt. 1058 wurde in einem Diplom Kaiser Heinrich IV. die politische Zugehörigkeit von 4 Königshufen in Grasfilzing am Chamb und einer Mühle (vermutlich die Eichmühle) zur Mark Cham beschrieben.
Die Familie Kälbel saß im 13. und 14. Jahrhundert auf der Hofmark Arnschwang. 1285 stritt eins ihrer Familienmitglieder mit dem Kloster Schönthal wegen seiner Güter in Grasfilzing.
In einem Steuerbuch von 1577 wurden Güter in Grasfilzing als zur Hofmark Arnschwang gehörig verzeichnet.
1752 war das Amt Cham in ein Vorderamt und ein Hinteres Amt eingeteilt. Grasfilzing gehörte zum Hinteren Amt. Es hatte 14 Anwesen, darunter ein Hüthaus und eine Schmiede. Die Eigentümer hießen Pfeil, Perk, Wäsler, Wimmer, Sasserl, Wenzl, Brenner, Karl, Simeth, Mickl. 1 Anwesen gehörte zum Kastenamt Cham, 3 zur Kirche Arnschwang, 2 zur Herrschaft Runding, 5 zur Hofmark Arnschwang. 1 Anwesen war selbsteigen.
1808 wurde die Verordnung über das allgemeine Steuerprovisorium erlassen. Mit ihr wurde das Steuerwesen in Bayern neu geordnet und es wurden Steuerdistrikte gebildet. Dabei kam Grasfilzing zum Steuerdistrikt Nößwartling. Der Steuerdistrikt Nößwartling bestand aus den Ortschaften Nößwartling mit Blumhof, Holzhof, Kuglhof, Weihermühle, Grasfilzing mit Enklarn, Neumühlen.
1821 wurden im Landgericht Cham Gemeinden gebildet. Dabei kam Grasfilzing zur landgerichtsunmittelbaren Gemeinde Nößwartling. Sie war weitgehend mit dem Steuerdistrikt Nößwartling identisch und umfasste die Ortschaften Blumhof, Elst, Grasfilzing, Holzhof, Kuglhof, Lindhof, Mühlberg, Neumühlen, Nößwartling, Tradhäusl, Weihermühle.
Im Zuge der Gebietsreform in Bayern wurde die Gemeinde Nößwartling 1972 nach Arnschwang eingemeindet.
Grasfilzing gehört zur Pfarrei Arnschwang. 1997 hatte Grasfilzing 115 Katholiken.

## Einwohnerentwicklung ab 1838
| Jahr | Einwohner | Gebäude |
| ---- | --------- | ------- |
| 1838 | 147       | 15      |
| 1861 | 141       | 65      |
| 1871 | 118       | 63      |
| 1885 | 135       | 25      |
| 1900 | 134       | 22      |
| 1913 | 115       | 18      |

| Jahr | Einwohner | Gebäude |
| ---- | --------- | ------- |
| 1925 | 139       | 21      |
| 1950 | 178       | 24      |
| 1961 | 100       | 25      |
| 1970 | 114       | k. A.   |
| 1987 | 126       | 28      |
| 2011 | 96        | k. A.   |

## Denkmalschutz
In Grasfilzing befinden sich zwei als Bodendenkmal ausgewiesene mittelalterliche Erdställe (Denkmalnummern: D-3-6742-0034, D-3-6742-0188).
Westlich von Grasfilzing liegt eine spätpaläolithische und mesolithische Freilandstation, Denkmalnummer D-3-6742-0183.